# Luis Scola
Luis Alberto Scola Balvoa (Buenos Aires, 30 aprile 1980) è un dirigente sportivo ed ex cestista argentino con cittadinanza spagnola, di ruolo ala grande, amministratore delegato della Pallacanestro Varese.
Con la Nazionale argentina, ha vinto il torneo olimpico di Atene 2004. Nel corso della sua carriera ha giocato nel Saski Baskonia, squadra dell'ACB spagnola, oltre che per 10 anni in NBA.

## Biografia
Ha doppio passaporto, argentino e spagnolo, oltre ad avere origini italiane.

## Carriera

### Argentina e Spagna (1995-2007)
Scola ha cominciato a giocare nelle giovanili del Club Ferro Carril Oeste, squadra di Buenos Aires, debuttando in prima squadra nella stagione 1996-97. Nel 1998 si è trasferito in Spagna, al Cabitel Gijón, portandolo dalla seconda divisione alla massima serie. Nel 1999 ha firmato con il Tau Vitoria, rimanendo però a Gijón ancora un anno. Nel 2000 è finalmente andato a giocare nella squadra basca. In sette stagioni, con il TAU conquistò un campionato spagnolo e raggiunse per due volte le Final Four di Eurolega, affermandosi come uno dei più forti giocatori d'Europa.

### NBA (2007-2017)

#### Il mancato arrivo agli Spurs (2005)
Nell'estate del 2005 i San Antonio Spurs (che avevano scelto Scola nel Draft 2002) tentarono di trovare un accordo con il TAU per portare Scola negli Stati Uniti. Inizialmente venne concordata una cifra di circa 15 milioni di dollari; in seguito la squadra spagnola chiese altri 3 milioni, il che rese molto difficile per Scola raggiungere il connazionale Emanuel Ginóbili in quel di San Antonio. Dopo il fallimento di questa trattativa, gli "speroni" misero sotto contratto un altro argentino, Fabricio Oberto.

#### Houston Rockets (2007-2012)
Il 12 luglio 2007 i San Antonio Spurs fecero uno scambio con gli Houston Rockets: Jackie Butler ed i diritti per Scola andarono a Houston, in cambio di Vasilīs Spanoulīs (che venne svincolato poco dopo dagli "speroni"), una scelta al secondo giro del Draft NBA 2009 (sarà Nando de Colo) e contanti. Poco dopo Scola firmò un triennale con i Rockets di coach Adelman: percepì 9,5 milioni di dollari in tre anni, contratto venne poi prolungato nel 2010 (5 anni a 47 milioni partendo dalla stagione successiva). Nei suoi cinque anni in Texas Scola fu sempre l'ala grande titolare (eccetto nell'annata da rookie), dando un contributo costante ma non riuscendo a ottenere grandi soddisfazioni di squadra (nonostante la presenza di Yao Ming e Tracy McGrady); infatti pur avendo sempre un record positivo i Rockets accederanno ai playoff solo nelle prime due stagioni, passando il turno nella seconda, fermati ad una sola gara dalle finali della Western Conference dai Los Angeles Lakers, futuri campioni NBA.

#### Phoenix Suns (2012-2013)

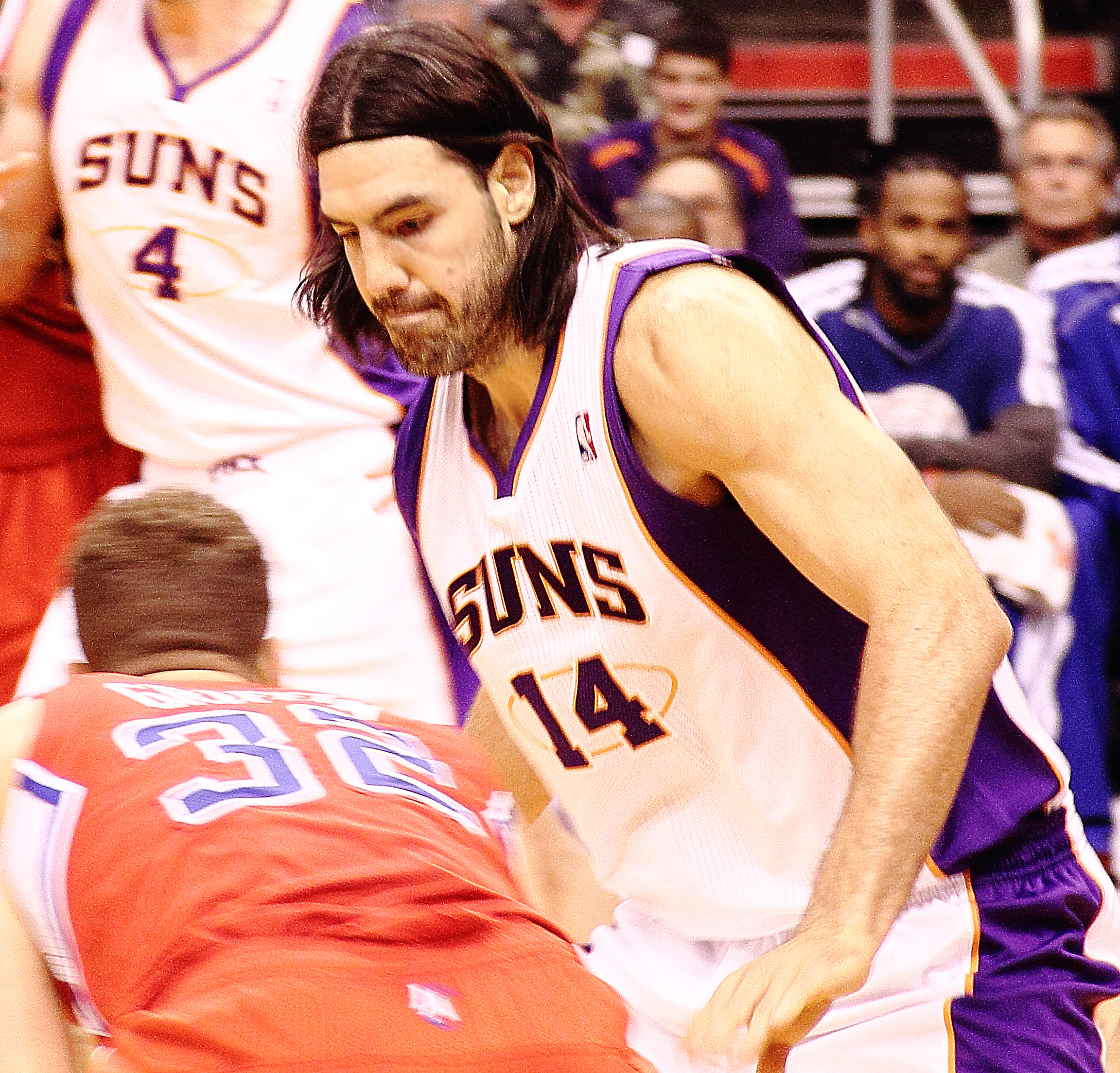
Luis Scola con la maglia dei Phoenix Suns nel 2012

Il 13 luglio 2012, dopo cinque stagioni in Texas (e con ancora due anni di contratto), Scola venne tagliato via Amnesty clause dagli Houston Rockets, che con questa mossa cercarono di liberare spazio salariale per acquistare via trade il centro, in uscita dagli Orlando Magic, Dwight Howard (alla fine alla corte di McHale approderà invece James Harden, mentre "Superman" arrivò come Free agent l'estate successiva) e firmò con i Phoenix Suns un triennale con cui percepì poco più di 13 milioni di dollari. A Phoenix Scola ritrovò Goran Dragić, suo compagno per un anno e mezzo a Houston. L'annata non fu eccezionale, né a livello individuale, né di squadra; nonostante Scola avesse comunque 12,8 punti di media, la squadra arrivò ultima a ovest con un record di 25 vittorie e 57 sconfitte.

#### Indiana Pacers (2013-2015)
Il 27 luglio 2013 Scola approdò ai Pacers in cambio di Gerald Green, Miles Plumlee ed una prima scelta al draft. Ad Indianapolis l'esperta ala argentina cercò di dare il suo contributo in uscita dalla panchina, per la prima volta (a 33 anni) in una squadra dichiaratamente in lotta per il titolo NBA. Dopo essere arrivati primi nella graduatoria della Eastern Conference davanti ai Miami Heat di LeBron James, Dwyane Wade e Chris Bosh, nei playoffs i Pacers sconfissero gli Atlanta Hawks per 4-3 (dopo essere stati in svantaggio nella serie per 3-2) e i Washington Wizards per 4-2, ma finale di conference furono battuti per 4-2 dai Miami Heat.
Nella stagione successiva la franchigia di Indianapolis dovette cambiare bruscamente i propri piani: in estate nel ritiro col team USA prima del Mondiale 2014 la stella dei Pacers Paul George subì una frattura a tibia e perone della gamba sinistra, infortunio che lo costrinse a stare fuori fino al 5 aprile 2015. Scola trovò molto più spazio nel quintetto base, tenendo 9,4 punti di media, ma senza far sì che la sua squadra riuscisse ad arrivare alla post-season, poiché arrivò ottava a pari record (38 vittorie e 44 sconfitte) con i Brooklyn Nets, che però poterono accedere ai playoffs grazie al vantaggio negli scontri diretti.

### Cina e ritorno in Europa
Dopo dieci anni di permanenza negli Stati Uniti d'America, il 9 luglio 2017 Scola firmò un contratto con la squadra Shanxi Brave Dragons, partecipando così al campionato cinese CBA. Già ad inizio stagione Scola, durante la partita contro il Tianjin Gold Lions, registrò la sua miglior prestazione stagionale realizzando una doppia-doppia da 45 punti (5/7 da tre) e 15 rimbalzi.
L'anno successivo Scola firmò per lo Shanghai Sharks, con i quali ha chiuso la stagione con una media di 19,8 punti e 9,9 rimbalzi a partita e dopo essere stato eliminato col team al primo turno dei playoffs dai Beijing Ducks.
Dopo aver vinto da protagonista la medaglia d'argento ai Mondiali, il 29 settembre 2019 Scola firma in Italia con l'Olimpia Milano.
Il 1º luglio 2020 resta nel campionato italiano, firmando un contratto di una stagione più opzione, con la Pallacanestro Varese.

### Nazionale
Nel 2004 insieme alla sua nazionale vinse la medaglia d'oro ai Giochi olimpici estivi di Atene. L'Argentina divenne così la quarta nazione (dopo Stati Uniti, Jugoslavia e Unione Sovietica) a vincere il titolo. Ha poi partecipato con la nazionale argentina ai Giochi della XXIX Olimpiade nel 2008 vincendo la medaglia di bronzo, ai Giochi della XXX Olimpiade nel 2012 e a quelli della XXXI Olimpiade nel 2016.
Ai campionati mondiali ha vinto due medaglie d'argento (2002, 2019) ed in due edizioni è stato inserito nel miglior quintetto del torneo (2010, 2019).

### Carriera dirigenziale
Il 20 settembre 2021 viene annunciato dalla Pallacanestro Varese come nuovo amministratore delegato del club biancorosso.

## Statistiche

### NBA

#### Regular Season
| Anno      | Squadra         | PG  | PT  | MP   | TC%  | 3P%  | TL%  | RP  | AP  | PRP | SP  | PP   |
| --------- | --------------- | --- | --- | ---- | ---- | ---- | ---- | --- | --- | --- | --- | ---- |
| 2007-2008 | Houston Rockets | 82  | 39  | 24,7 | 51,5 | 0,0  | 66,8 | 6,4 | 1,2 | 0,7 | 0,2 | 10,3 |
| 2008-2009 | Houston Rockets | 82  | 82  | 30,3 | 53,1 | 0,0  | 76,0 | 8,8 | 1,5 | 0,8 | 0,1 | 12,7 |
| 2009-2010 | Houston Rockets | 82  | 82  | 32,6 | 51,4 | 20,0 | 77,9 | 8,6 | 2,1 | 0,8 | 0,3 | 16,2 |
| 2010-2011 | Houston Rockets | 74  | 74  | 32,6 | 50,4 | 0,0  | 73,8 | 8,2 | 2,5 | 0,6 | 0,6 | 18,3 |
| 2011-2012 | Houston Rockets | 66  | 66  | 31,3 | 49,1 | 0,0  | 77,3 | 6,5 | 2,1 | 0,5 | 0,4 | 15,5 |
| 2012-2013 | Phoenix Suns    | 82  | 67  | 26,6 | 47,3 | 18,8 | 78,7 | 6,6 | 2,2 | 0,8 | 0,4 | 12,8 |
| 2013-2014 | Indiana Pacers  | 82  | 2   | 17,1 | 47,0 | 14,3 | 72,8 | 4,8 | 1,0 | 0,3 | 0,2 | 7,6  |
| 2014-2015 | Indiana Pacers  | 81  | 16  | 20,5 | 46,7 | 25,0 | 69,9 | 6,5 | 1,3 | 0,6 | 0,2 | 9,4  |
| 2015-2016 | Toronto Raptors | 76  | 76  | 21,5 | 45,0 | 40,4 | 72,6 | 4,7 | 0,9 | 0,6 | 0,4 | 8,7  |
| 2016-2017 | Brooklyn Nets   | 36  | 1   | 12,8 | 47,0 | 34,0 | 67,6 | 3,9 | 1,0 | 0,4 | 0,1 | 5,1  |
| Carriera  | Carriera        | 743 | 505 | 25,6 | 49,3 | 33,9 | 74,0 | 6,7 | 1,6 | 0,6 | 0,3 | 12,0 |

#### Playoffs
| Anno     | Squadra         | PG | PT | MP   | TC%  | 3P%  | TL%  | RP  | AP  | PRP | SP  | PP   |
| -------- | --------------- | -- | -- | ---- | ---- | ---- | ---- | --- | --- | --- | --- | ---- |
| 2008     | Houston Rockets | 6  | 6  | 36,7 | 44,8 | 0,0  | 68,6 | 9,3 | 1,3 | 0,7 | 0,2 | 14,0 |
| 2009     | Houston Rockets | 13 | 13 | 32,6 | 49,4 | 0,0  | 67,3 | 8,4 | 1,8 | 0,5 | 0,2 | 14,4 |
| 2014     | Indiana Pacers  | 17 | 0  | 13,9 | 46,5 | 33,3 | 59,1 | 2,5 | 0,5 | 0,4 | 0,2 | 6,1  |
| 2016     | Toronto Raptors | 11 | 9  | 12,7 | 25,8 | 19,0 | 72,7 | 1,6 | 0,6 | 0,3 | 0,0 | 2,5  |
| Carriera | Carriera        | 48 | 28 | 21,4 | 45,4 | 20,0 | 66,7 | 4,7 | 1,0 | 0,4 | 0,1 | 8,5  |

### Eurolega
| Anno      | Squadra        | PG  | PT  | MP   | TC%  | 3P%  | TL%  | RP  | AP  | PRP | SP  | PP   |
| --------- | -------------- | --- | --- | ---- | ---- | ---- | ---- | --- | --- | --- | --- | ---- |
| 2000-2001 | Saski Baskonia | 22  | 5   | 18,3 | 54,8 | 0,0  | 53,8 | 4,4 | 0,7 | 1,0 | 0,1 | 8,7  |
| 2001-2002 | Saski Baskonia | 20  | 3   | 23,7 | 68,9 | 33,3 | 67,0 | 4,6 | 1,2 | 1,2 | 0,3 | 15,9 |
| 2002-2003 | Saski Baskonia | 16  | 9   | 24,7 | 54,6 | -    | 67,7 | 5,0 | 1,2 | 0,9 | 0,3 | 15,1 |
| 2003-2004 | Saski Baskonia | 14  | 6   | 28,8 | 60,4 | -    | 76,5 | 6,1 | 2,4 | 1,4 | 0,4 | 15,2 |
| 2004-2005 | Saski Baskonia | 24  | 21  | 28,4 | 56,4 | 0,0  | 67,6 | 6,5 | 1,9 | 1,3 | 0,7 | 15,1 |
| 2005-2006 | Saski Baskonia | 25  | 24  | 28,6 | 53,6 | 0,0  | 67,9 | 6,7 | 2,2 | 1,6 | 0,8 | 14,8 |
| 2006-2007 | Saski Baskonia | 23  | 18  | 26,5 | 57,3 | 0,0  | 70,8 | 5,9 | 2,2 | 0,9 | 0,3 | 15,5 |
| 2019-2020 | Olimpia Milano | 28  | 24  | 19,2 | 45,4 | 35,3 | 65,5 | 4,4 | 1,1 | 0,5 | 0,1 | 9,2  |
| Carriera  | Carriera       | 172 | 110 | 24,5 | 56,1 | 31,6 | 67,0 | 5,4 | 1,6 | 1,1 | 0,4 | 13,4 |

## Palmarès

### Club
- Campionato spagnolo: 1

Saski Baskonia: 2001-2002
- Copa del Rey: 3

Saski Baskonia: 2002, 2004, 2006
- Supercoppa spagnola: 2

Saski Baskonia: 2005, 2006

### Nazionale
- Olimpiadi: 2

Oro: Atene 2004
Bronzo: Pechino 2008
- FIBA Americas Championship: 2

Argentina 2001, Argentina 2011

### Individuale

#### Con il Saski Baskonia
- MVP della Liga ACB: 2

2005, 2007
- MVP della Supercoppa di Spagna: 1

2005
- Prima squadra Liga ACB: 4

2004, 2005, 2006, 2007
- All-Euroleague First Team: 2

Saski Baskonia: 2005-2006, 2006-2007
- All-Euroleague Second Team: 1

Saski Baskonia: 2004-2005

#### Con la nazionale
- Membro del quintetto ideale ai Giochi olimpici: 1

2004
- MVP del FIBA Americas: 3

2007, 2009, 2011
- Membro del primo quintetto ideale del FIBA Americas: 3

2007, 2009, 2011
- Membro del quintetto ideale ai Mondiali: 2

2010, 2019